# 1913 dans les parcs de loisirs
| Années des parcs de loisirs : 1910 - 1911 - 1912 - 1913 - 1914 - 1915 - 1916    |
| Décennies des parcs de loisirs : 1880 - 1890 - 1900 - 1910 - 1920 - 1930 - 1940 |

## Parcs d'attractions

### Ouverture
- Luna Park (en) à Hambourg ( Allemagne)
- Playland at the Beach (en) ( États-Unis)
- Pleasureland Southport ( Royaume-Uni)
- Wonderland Amusement Park (San Diego) (en) ( États-Unis) ouvert au public le 14 juillet.

### Fermeture
- Luna Park à Seattle ( États-Unis)
- White City en Louisiane ( États-Unis)

## Attractions

### Montagnes russes
| Nom             | Type/Modèle | Constructeur        | Parc                  | Pays       |
| --------------- | ----------- | ------------------- | --------------------- | ---------- |
| Derby Racer     | Bois        | Frederick Ingersoll | Euclid Beach Park     | États-Unis |
| Whirl Pool Dips | Bois        |                     | Tolchester Beach Park | États-Unis |

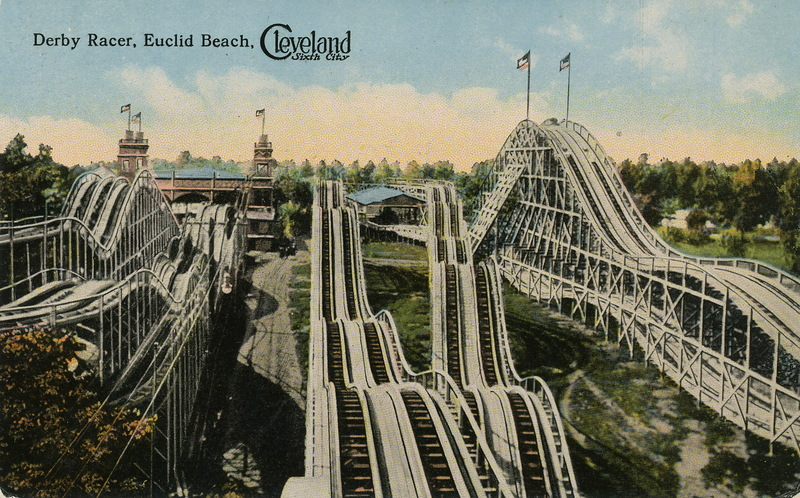
Derby Racer à Euclid Beach Park
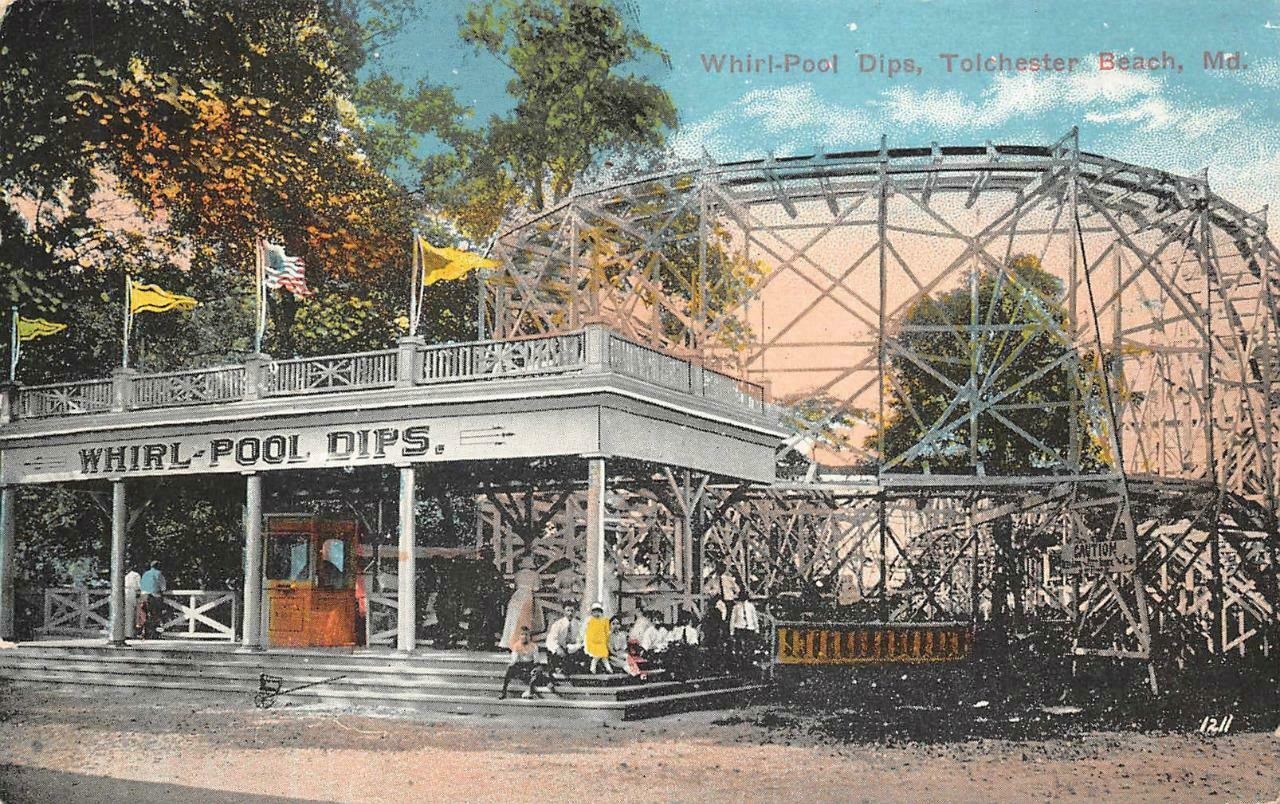
Whirl Pool Dips à Tolchester Beach Park

### Autres attractions
| Nom de l'attraction | Type                | Constructeur                               | Parc                     | Pays       |
| ------------------- | ------------------- | ------------------------------------------ | ------------------------ | ---------- |
| Grand Carousel      | Carrousel[Lequel ?] | Kramer Carousel Works, Charles I. D. Looff | Riverview Park[Lequel ?] | États-Unis |
| Magical Carousel    | Carrousel           | Philadelphia Toboggan Company              | Luna Park Melbourne      | Australie  |